# Absorción de golpe

Absorción de una patada baja circular (low kick) en lethwei.

En boxeo y otros tipos de combate, la absorción de golpe es una acción defensiva que consiste en acompañar el golpe del adversario para atenuar su efecto. Algunos atletas usan esta modalidad de defensa para lanzar un contraataque después de haber provocado el ataque del adversario. Absorber un golpe es distinto a encajarlo. 

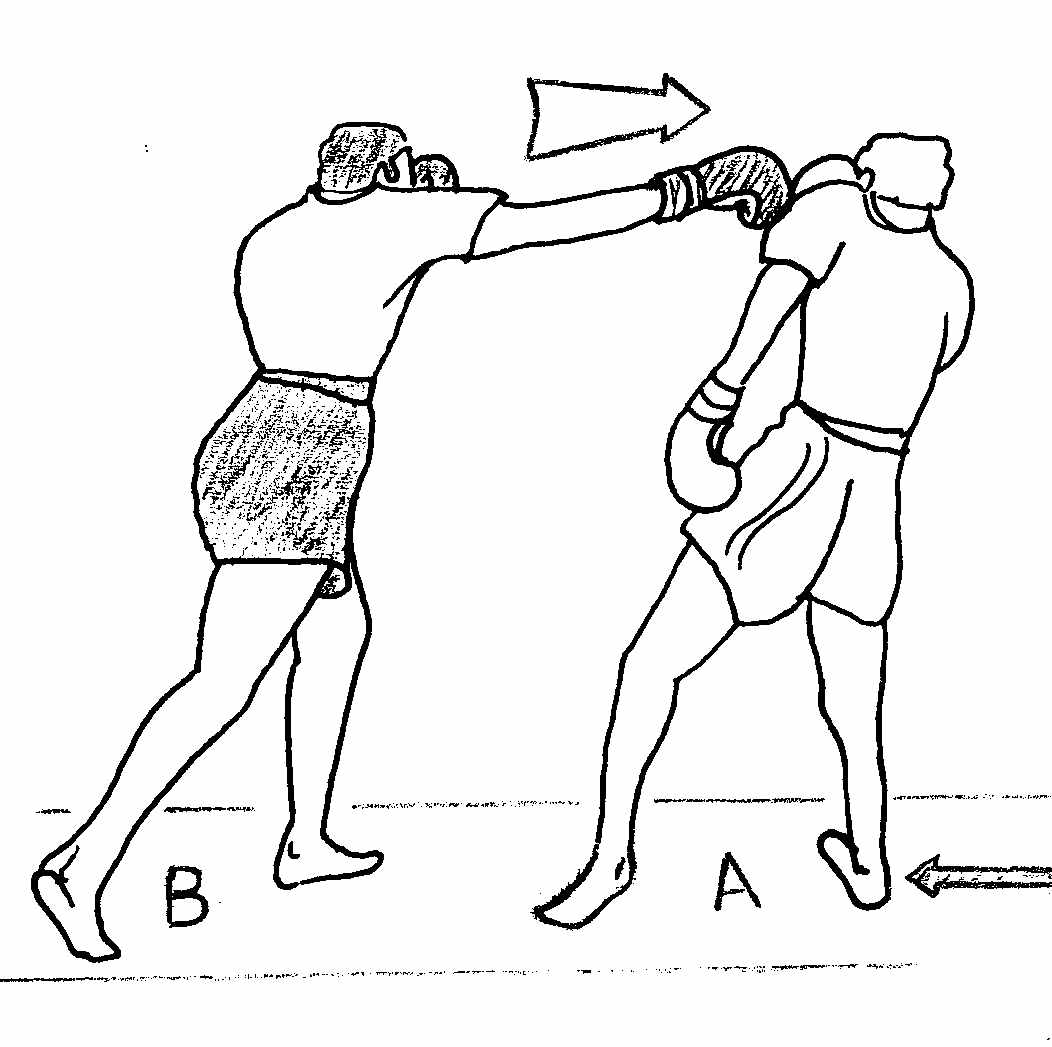
Absorción de un directo largo del brazo posterior por una inclinación del tronco hacia atrás
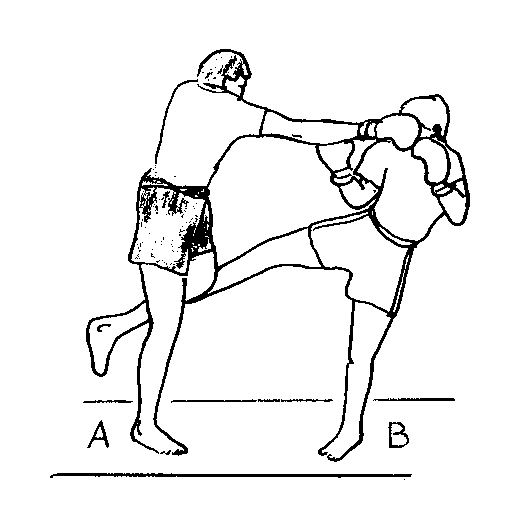
Absorción de una patada baja (low kick) asociada a una contra en directo buceando